# Solitudo Hermae Trismegisti
Solitudo Hermae Trismegisti  è una caratteristica di albedo della superficie di Mercurio.